# Il diavolo si converte
Il diavolo si converte (The Devil and Miss Jones) è un film del 1941 diretto da Sam Wood.

## Trama
John P. Merrick è un miliardario proprietario di un grande magazzino: è tanto indispettito dagli scioperi del personale che si fa assumere in incognito come commesso. Finisce per prendere le parti del lavoratori. Viene scoperto, ma intanto si è innamorato della commessa Elizabeth...

## Distribuzione
Il film fu distribuito negli Stati Uniti dalla RKO Radio Pictures